# 3 Count Bout
3 Count Bout is een worstel-arcadespel van het Japans computerspelbedrijf SNK en uitgegeven in 1993. Later kwamer er ook versies uit voor onder andere Neo-Geo.

## Verhaal
De federatie SWF (SNK wrestling federation) staat aan de top van het wereldwijde professioneel worstelen. Zij organiseren de wedstrijd "Worldwide Indiscriminate Class Tournament" om op zoek te gaan naar de "echte wereldkampioen". Elke worstelaar mag vrijwillig deelnemen aan de wedstrijd waar geen beperkingen staan op leeftijd, afkomst, gewicht... Een deathmatch is ook toegelaten.